# Куксин, Константин Валерьевич
Константин Валерьевич Куксин (3 декабря 1977, Москва — 18 июня 2024, Москва) — российский этнограф, путешественник, писатель и поэт, основатель «Музея кочевой культуры» в Москве. Член союза писателей города Москвы. Член Русского Географического общества. Член буддийской общественной организации «Три драгоценности». Член правления «Общество друзей Монголии», ведущий программы «Кочевники» на радиостанции «Россия», педагог-организатор и преподаватель географии в школе № 1321 «Ковчег» г. Москвы.
Инициатор строительства первого действующего буддийского храма-дугана в Москве, освященного по благословению Его Святейшества Далай-Ламы XIV и названного «Храм алмазной сущности Будды».

## Биография
Родился в Москве, в 1977 году в семье журналиста В. К. Куксина и инженера-конструктора Е. В. Ивлиевой. В 1994 году с отличием окончил художественное училище им. Карла Фаберже (ныне «Колледж декоративно-прикладного искусства имени Карла Фаберже»). Учился в Богородской духовной семинарии. После поступил на географический факультет педагогического университета МГГУ им. Шолохова, окончил в 2004 году.
В 2002 году, в возрасте 24 лет Константин отправился в велопробег от Байкала до Желтого моря в Китае, первым в мире минуя пустыню Гоби в полностью автономном режиме. Как позже вспоминал сам Куксин:
«Это был велопробег от Байкала до Жёлтого моря в Китае. Цель была такая — просто проверить себя, свои силы. Но во время путешествия по Монголии я влюбился в эту культуру, в монгольское гостеприимство, в этих людей. Вернувшись домой, я стал всем рассказывать о своих впечатлениях. Никто мне особо не верил, потому что существовал миф о монголах как о жестоких дикарях. Это настолько не вязалось с тем, что я увидел своими глазами, что уже на следующий год я снова отправился в Монголию, привёз оттуда юрту, установил её в школьном дворе и назвал это Музеем кочевой культуры».
В 2019 году у Куксина был диагностирован рак легких, с которым он боролся около 5 лет. После смерти у Константина осталось трое детей — от 3 до 22 лет.

## Музей кочевой культуры
В 2003 году Константин совершил этнографическую экспедицию в Монголию, где ему дали имя Цаган Бадарчин, что означает «Белый Сказитель». Из экспедиции вернулся с огромным количеством экспонатов, в том числе и с монгольской юртой. В январе 2004 года эта юрта, поставленная на территории школы № 1321 «Ковчег» стала первой экспозицией основанного Куксиным Музея кочевой культуры.
Впоследствии Куксин возглавлял ряд экспедиций на Ямал, Чукотку, в Ливию, Египет, Иран, прерии Северной Америки, Австралию, Аргентину и т. д., из которых привез в Москву традиционные жилища кочевых народов, становящиеся новыми экспозициями Музея кочевой культуры.
На сентябрь 2024 года в Музее действует более 30 экспозиций, включая настоящую юрту, шатёр, тибетскую палатку и иные вспомогательные постройки. Дополнительно к основной экскурсии сотрудники музея могут провести мастер-класс по одному из ремесел. Также в музее периодически проводятся тематические лекции. Ведущими являются сотрудники музея и приглашенные гости. В музей нельзя прийти индивидуально, визит возможен только в составе группы до 25 человек.